# Salicyline
La salicyline est un anti-inflammatoire produit dans l'écorce de saule blanc (genre Salix).
Cet hétéroside naturel du D-glucose a une structure chimique très proche de l'aspirine et en a les mêmes effets sur l'organisme. Une fois consommé, il forme un métabolite : l'acide salicylique. 
En botanique, elle sert également d'hormone de bouturage, généralement à partir de l'« eau de saule ».  Pour cela, des branches de saule (en particulier Saule des vanniers (ou des osiers), saule blanc, Saule pourpre et d'autres) lignifiées sont macérées dans de l'eau de quelques jours à semaines.
En 1825, Francesco Fontana, un pharmacien italien isole la substance active du saule blanc et le nomme salicine. 
En 1828, à Munich, Johann Buchner extrait de l'écorce de saule blanc des cristaux jaunes disposés en aiguilles : la salicyline, au goût amer. 
Un an plus tard, en 1829, un pharmacien français, Pierre-Joseph Leroux, améliore le procédé. Il fait bouillir de la poudre d'écorce de saule blanc dans de l'eau et concentre sa préparation. Il obtient des cristaux blancs qu'il baptise salicyline (de Salix = saule). Leroux déclare à l'Académie des sciences que la salicyline guérit les fièvres. 
La salicyline, comme la quinine possède un goût amer.